# Tretinoína
La tretinoína es la forma ácida de la vitamina A también conocida como ácido holo-transretinoico o ATRA.  Se utiliza principalmente en el tratamiento del acné y el tratamiento de leucemia promielocítica aguda.

## Efectos Secundarios
Los efectos secundarios comunes cuando se toma oralmente son: dificultad para respirar, dolor de cabeza, adormecimiento, depresión, resequedad en la piel, comezón, pérdida de cabello, vómito, dolor muscular y dificultad visual. Otros efectos secundarios más agresivos son: aumento del recuento de glóbulos blancos y coágulos sanguíneos. Cuando se usa como crema los efectos secundarios incluyen enrojecimiento de la piel, descamación y sensibilidad al sol. Se sabe que el uso durante el embarazo daña al feto. Pertenece a la familia de los retinoides en medicamentos.

## Historia
La tretinoína se utilizó por primera vez para terapia dermatológica en el año 1959, y fue seguido de numerosos estudios para valorar sus efectos. En el año 1962, Stüttgen y su equipo, publicaron trabajos que demostraban que la tretinoína tópica era beneficiosa en el tratamiento de enfermedades hiperqueratósicas de la piel, tales como la ictiosis y la queratosis actínica. En el año 1969 se demostró que la tretinoína tópica era efectiva en el tratamiento del acné, principalmente previniendo y removiendo comedones. De estos estudios iniciales se estableció la tretinoína como una elemento fundamental en el tratamiento del acné. 
En el año 1974, se descubrió que la tretinoína podía revertir algunos tipos de tumores basocelulares de la piel. Desde la década de los 70 la tretinoína ha ido demostrando un efecto beneficioso en otras enfermedades, tales como la verruga plana, el liquen plano, la enfermedad de Darier, trastornos por fotosensibilidad y para revertir el fotoenvejecimiento de la piel.
 Últimamente, se han visto sus favorables efectos en el tratamiento de la leucemia promielocítica aguda.

## Descripción
La tretinoína es un metabolito natural del retinol y pertenece a la clase de los retinoides, los cuales se relacionan estructuralmente a la vitamina A.

## Farmacocinética
Los estudios farmacocinéticos se refieren específicamente a la formulación oral de la tretinoína, usada en el tratamiento de la leucemia promielocítica aguda.

### Vías de administración
En dermatología, se usa principalmente en forma tópica, para ser aplicado en las zonas afectadas. Vía oral se usa también para el tratamiento de la leucemia promielocítica aguda.

### Absorción
Se absorbe bien con un 50% de biodisponibilidad que se ve afectada por el pH gástrico y la composición grasa de la comida.  El efecto de la comida no está claro pero, en general, aumenta la biodisponibilidad de todos los retinoides, por lo tanto, se recomienda su administración en conjunto con las comidas. 

### Distribución
La tretinoína se distribuye rápida y ampliamente por los tejidos, encontrándose las mayores concentraciones en el hígado, riñones e intestino; concentraciones medias en sangre y glándulas adrenales; y niveles bajos en testículos y tejidos grasos.

### Metabolismo y metabolitos
La tretinoína es metabolizada principalmente en el hígado vía citocromo P450. La tretinoína induce su propio metabolismo, produciendo bajas en el nivel plasmático y biodisponibilidad después de 2 a 6 semanas. Tiene varios metabolitos activos y muchos inactivos.

### Excreción
Se excreta a través de la orina, un 63% en 72 horas, y las heces, 31% en 6 días.

## Farmacodinámica
La tretinoína induce la diferenciación terminal de varias líneas celulares en la hematopoyesis de pacientes con leucemia promielocítica aguda.

### Mecanismo de acción y efectos
El mecanismo de acción se desconoce, pero el efecto es la maduración de las células leucémicas y la aparición de células hematopoyéticas normales. La tretinoína induce la remisión de la leucemia promielocítica aguda en un 64 a 100% de los pacientes, en un tiempo de terapia entre 8 y 119 días.
La resistencia adquirida durante la terapia es común y los mecanismos propuestos son disminución de la absorción intestinal, aumento del metabolismo enzimático e inducción de las proteínas de unión celular, las cuales favorecerían el transporte de la tretinoína a las enzimas metabolizantes.